# Santiago Arzamendia Duarte
Santiago Arzamendia Duarte (nascut el 5 de maig de 1998) és un futbolista paraguaià nascut a l'Argentina que juga com a esquerre-posterior pel Cerro Porteño, cedit pel Cadis CF, i per la selecció del Paraguai.

## Carrera de club
Fill de pares paraguaians però nascut a Wanda, a la província argentina de Misiones, Arzamendia va marxar al Paraguai a l'edat de 13 anys, i a ingressar al Cerro Porteño després de passar-hi les proves d'accés. Va fer el seu debut com a sènior per ells durant la campanya 2015.
El 8 de juliol de 2021, Arzamendia va signar un contracte de quatre anys amb el Cadis CF de La Liga. El 7 de juliol de 2023, va renovar contracte fins al 2026, i fou cedit al seu club anterior, el Cerro Porteño, per un any.

## Carrera internacional
Elegible per jugar per l'Argentina o pel Paraguai, Arzamendia va escollir l'últim a finals de setembre de 2018. Va fer el seu debut pel Paraguai el 26 demarç de 2019 en un amistós contra Mèxic, com a titular.